# عفک
عفک (به عربی: عفک) شهری در استان قادسیه کشور عراق است که در سرشماری سال 2014 میلادی، 75٬000 نفر جمعیت داشته‌است.